# Gotarta
Gotarta es un pueblo del municipio de el Pont de Suert, en la Alta Ribagorza. Formó parte del término de Llesp hasta su incorporación a el Pont de Suert en 1968. Está situado en el extremo de levante del antiguo municipio de Llesp.

## Descripción

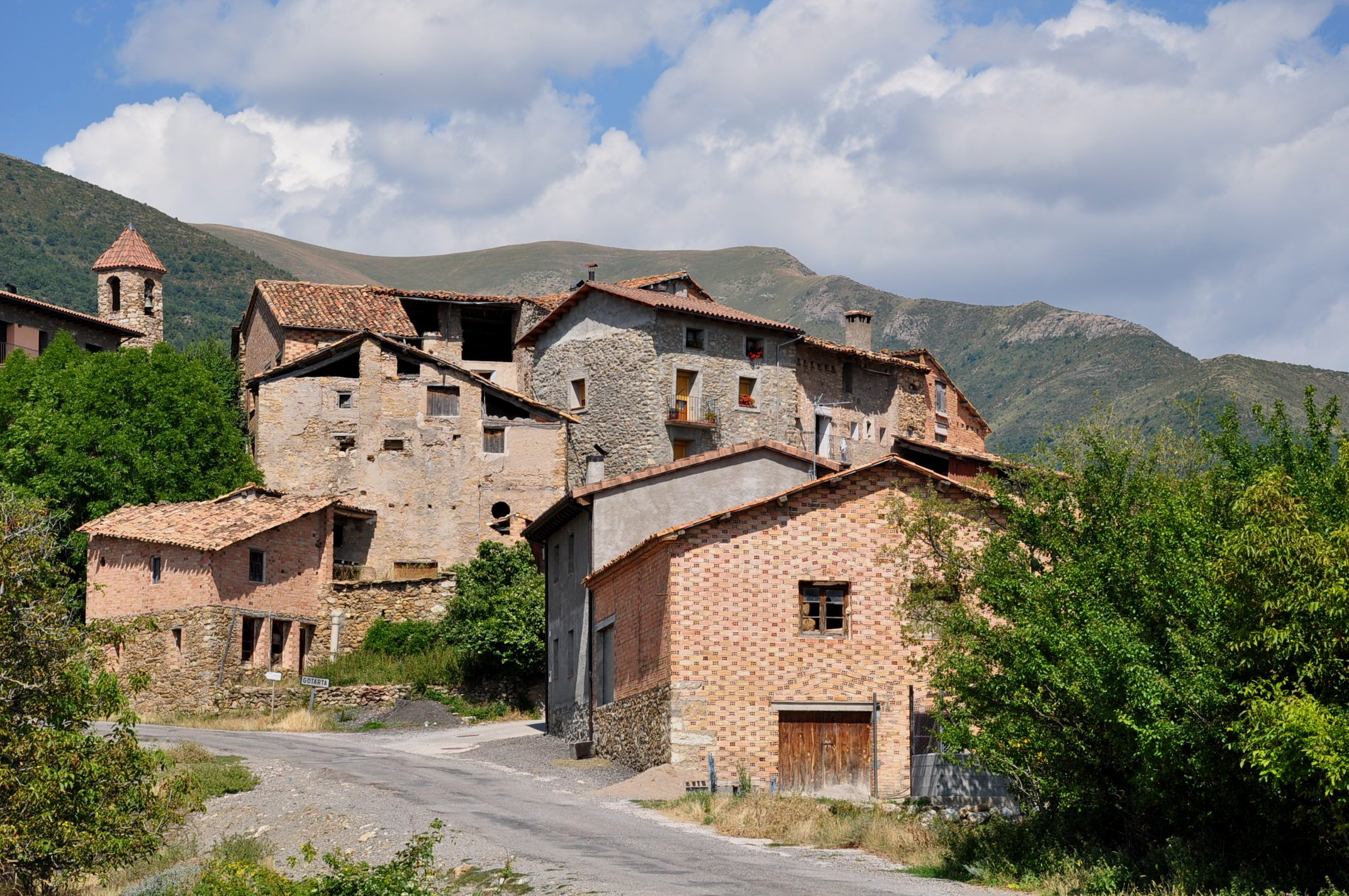
Gotarta.

Está situado a 1195 metros de altitud, entre el barranco de Raons y el barranco de l'Oratori. La población era de 30 habitantes en 1970.
Se accede al pueblo por una carretera estrecha comunicando el kilómetro 7 de la carretera L-500, al noreste de Cóll con el Pont de Suert pasando por Iran, Irgo y Igüerri.

Su iglesia parroquial está dedicada a santa Cecilia. La parroquia de Santa Cecilia de Gotarta pertenece al obispado de Lérida, por el hecho de haber pertenecido en la Edad Media al obispado de Roda de Isábena. Forma parte de la unidad pastoral 25 del arciprestazgo de la Ribagorza, y es regida por el rector de el Pont de Suert. Se trata de un pequeño templo con campanar exento.
Predecesora de esta iglesia debió de ser la de San Miguel, mencionada ya en un inventario del siglo XII.

## Historia

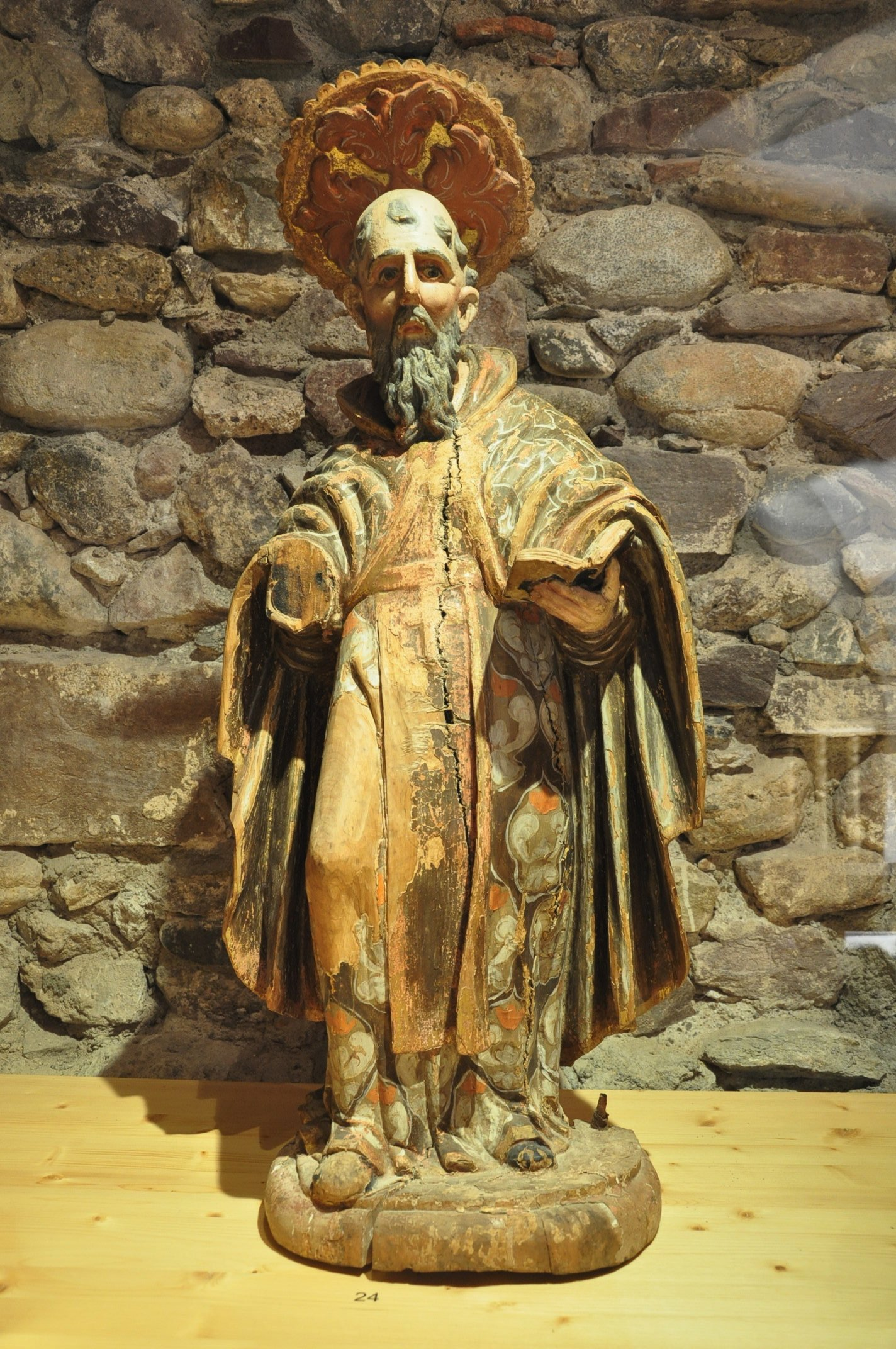
Estatua de San Antonio Abad, procedente de la iglesia de Gotarta. Pertenece a la colección del Museo de Arte Sacro de la Ribagorza, situado en la antigua iglesia parroquial del Pont de Suert.

El lugar de Gotarta pertenecía a los Erill, los cuales lo donaron al monasterio de Lavaix. En el año 1787 tenía 44 habitantes.
Gotarta tuvo ayuntamiento propio desde la formación de los ayuntamientos modernos a partir de la promulgación de la Constitución de Cádiz, y lo mantuvo hasta 1847, año en que se vio obligado a unirse a Llesp al no llegar a los 30 vecinos (cabezas de familia) que exigía la nueva ley municipal aprobada dos años antes.
Pascual Madoz, en su Diccionario geográfico... de 1849 describió el pueblo diciendo que estaba en un llano, sobre un terreno elevado y montañoso, con buena ventilación y clima frío, que producía resfriados e inflamaciones internas a causa de una agua tan fría. El pueblo, según él, estaba formado por ocho casas que formaban una pequeña playa irregular, plana y mal empedrada, con iglesia dedicada a Santa Cecilia que tenía categoría de parroquia, y una capilla dedicada a San Miguel. Del cementerio decía que estaba fuera del pueblo, bien situado. El agua de la que se servía el pueblo manaba de una fuente abundante y extraordinariamente fresca en el verano.
El terreno de Gotara (seguramente sea un error de impresión) era áspero y de mala calidad, de secano; también tenía algunos árboles y zarzales para conseguir leña. Se cultivaba centeno, cebada y patatas, además de los pastos, donde se criaba ganado de lanar y bovino. Había poca caza. Constituían el pueblo 8 vecinos y 26 habitantes.
En 1970 todavía conservaba 30 habitantes, que se habían reducido a 6 en 1981, que se mantenían en 2006.